# Dringenbergska gården

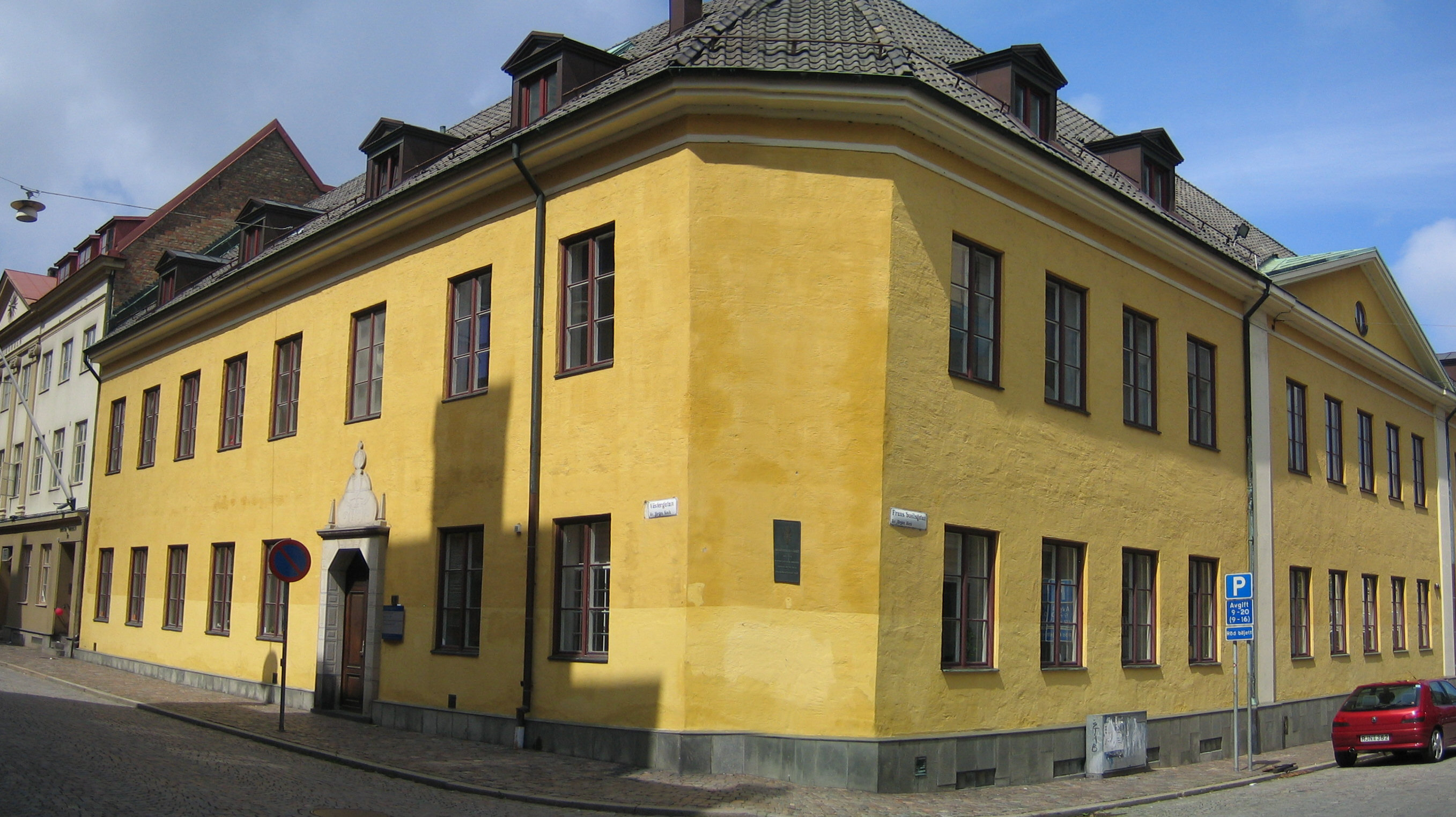
Dringenbergska gården

Dringenbergska gården är en av Malmös äldsta gårdar, belägen i kvarteret Jörgen Kocks östra del utmed Norra Vallgatan - Frans Suellsgatan - Västergatan. Tomten omtalas första gången på 1430-talet. År 1439 kallas hörnhuset vid Västergatan - Frans Suellsgatan för ”sancti Pethers kirke steenhwus”. Denna byggnad har legat med gaveln upp mot Västergatan och långsidan mot Frans Suellsgatan. I tegelkällaren är i dag inrymt ett litet gårdsmuseum. Här finns också stenkapitäl från troligtvis den äldsta S:t Petri kyrka, en kyrka som revs före mitten av 1300-talet. Rivningsmaterialet har då återanvänts i det nyuppförda huset vilket ägts av kyrkan.
Direkt norr om denna byggnad finns rester efter ett tegelhus i två våningar med källare. Ett vackert väggparti med omväxlande kritsten och tegel är bevarat inåt gårdsplatsen. Huset är troligtvis från 1400-talet. Norr om detta hus ligger en källarbyggnad från 1300-talet. Byggnaden, som bildar hörnhus mellan Frans Suellsgatan - Norra Vallgatan, har fortfarande kvar delar av en ursprunglig kryssvälvd källare. Källaren skadades dock svårt vid ombyggnader år 1846 men är nu återställd i sitt ursprungliga skick.
Ut mot Västergatan finns väster om S:t Petris hörnhus en tvåvånings tegelbyggnad från troligtvis 1500-talet.
Gården omtalas år 1463 som ”mynttemaesterens gotz”. I ett kungsbrev av år 1500 kallas gården ”then gamble Mynthemesteres gaardt”. Den myntmästare som det här är frågan om är Henrik Dringenberg, verksam på Myntergården i Malmö ( föregångaren till nuvarande Malmöhus). Detta framgår inte minst av en beskrivning år 1549: ”en gaard som Meinort Harcke uti boer oc wor then gamble mönstemester Henrich Dringenbergs gaard, liigendis norden adelgaden paa hiörnitt uti thet store Fergestrede, som Meinort Harcke holder friit win oc bröd till kirchen oc skall therfore giffue 16 mark”. Vid den tiden betalades alltså fortfarande gårdens hyra till S:t Petri kyrka. 
Genom inköp av Dringenbergska gården kunde Malmö latinskola flytta till gården. Tidigare låg skolan i den lilla medeltida skolbyggnaden invid S:t Petri kyrka. Den 31 oktober 1827 invigde biskop Wilhelm Faxe den nya skolan. Malmö latinskola flyttade sedan på 1870-talet till sin nuvarande plats vid Amiralsgatan.
Dringenbergska gården används nu bl.a. som klubblokal för den exklusiva sällskapsklubben Hansaklubben.

## Tiden som spinnhus
Den Dringenbergska gården användes som ett spinnhus under åren 1742-1762.
1741 gjordes renoveringar av byggnaden så att runt 40 ”spinnhushjon” kunde få husrum och möjlighet till sysselsättning på gården.
Ett spinnhus sågs mer som en anstalt eller fängelse för lösdrivande människor varav främst kvinnor, som gjort sig skyldiga till brott såsom icke betald krogskatt, böter, utomäktenskapligt samlag samt flera sexuella partners. De sistnämnda gällde däremot bara för kvinnor, männen kunde inte bli fällda för sådana ”brott”.
De som placerades på spinnhuset fick ofta uppgiften att spinna garn för att tjäna sitt dagliga underhåll, dvs kapital för mat och dylikt.
Den 18 maj 1742 togs några av de första spinnerskorna in; Anna Catharina 18 år, Britta Stina Elg 22 född i Göteborg, dotter till en sergeant, Kristi Davidsdotter 23 tjänstlös, trolovad till en soldat och levde på räntor av arvet från sina föräldrar och Anna Catharina Ring 24 från carlshamn trolovad till ryttaren eric Vång ingen tjänst på 1 år bor i ett rum med 2 män där de delar säng, de nämnda sändes till hus 403.
När spinnhuset lades ner 1762 blev det problem med placeringen av spinnerskorna, och enligt protokoll 27.2.1762 tycktes de försöka rymma. Fastigheten övertogs därefter av hovjägermästaren Johan Leonhard von Gröniger.

## Källhänvisningar
1. ↑  Edenheim, Walther (1964). Dringenbergska gården.. Malmö: Försäkrings-AB Skåne. Libris 1761824